# Капица, Михаил Петрович
Михаил Петрович Капица (6 [18] ноября 1870, Тифлис — 29 января 1924, Лисий Нос, Ленинградская губерния) — прозаик.

## Биография
Из потомственных дворян Петербургской губернии. Сын офицера, впоследствии — смотрителя Петровского военного госпиталя в Тифлисской губернии. Учился в Бакинском реальном училище (1881—1886), затем перешёл на химико-технологическое отделение этого училища, которое окончил в 1887 году. Учился в Петербургском технологическом институте (1888—1896). В студенческие годы участвовал в подпольных революционных кружках. После окончания обучения в институте был химиком на одном из предприятий Адмиралтейских Ижорских заводов в Колпино (1897—1899). С 1900 года — фабричный инспектор в Иваново-Вознесенске, где проявил себя как защитник прав и общественных интересов рабочих. Инспектор фабричной инспекции Петербургской губернии (с 1904). в 1909 за Капицей был установлен негласный надзор как за членом Петербургской организации эсеров (с 1905 — в группе Б. Д. Камкова и М. А. Спиридоновой). В марте 1911 года Капица был арестован и заключён в одиночную камеру; решением Особого совещания подчинён гласному надзору сроком на год, который отбывал в Петербурге, а затем в Москве. Работал инженером в Российском взаимном страховом союзе фабрикантов (1914—1917).
В 1902—1903 годы были опубликованы (под псевдонимом Т.) во «Владимирской газете» рассказы о жизни рабочих, с подзаголовком «Из жизни Иваново-Вознесенска»: «С nутанкой nоnалась!», «Нищенствующие дети», «Хожалый Антиn», «Абдулка», «Дядя Семён»; повесть «Котлочист Ваня» и драматические сцены «Пора шабашить!!». Рассказы Капицы печатались также в столичных изданиях: «Таскальщик Егор» («Журнал для всех», 1903); «Семён и Петр» («Русское богатство», 1904), «Пошумели» (журнал «Правда», 1905). В 1903 году в московском издательстве И. Д. Сытина вышел сборник Капицы «Живые фотографии», объединивший рассказы, ранее опубликованные в периодике. В сентябре 1917 года Капица был избран членом городской Управы, где ему, наряду с другими обязанностями, было поручено заведование биржей труда. Позже преподавал экономические и общественные дисциплины в ряде высших учебных заведений. Заведующий отделом в Музее Петрограда (с 1918). Художественный очерк автобиографического характера «На сахарном заводе» вышел отдельным изданием (1924).